# Gerardo Beni
Gerardo Beni es un profesor de Ingeniería eléctrica de la Universidad de California en Riverside. Es conocido por ser el creador, junto a Jin Wang, del término inteligencia de enjambre en el contexto de robótica celular y, junto a Susan Hackwood, del concepto de electrowetting (mojabilidad de un campo eléctrico).
Beni también ideó, junto a Xuan-Li Xie, el Xie-Beni Index para medir la validez de los fuzzy clustering. Beni es autor de diversos trabajos sobre estos temas.
Está casado con Susan Hackwood con la que tiene dos hijos.

## Educación
En 1970, Beni obtuvo su laurea en Física en la Universidad de Florencia, Florencia, Italia. En 1974, recibió su PhD en Física teórica en la Universidad de California en Los Ángeles.

## Carrera académica
A lo largo de los años Beni ha desarrollado su investigación en el campo de la inteligencia de enjambre, animación 3D e ingeniería financiera. Antes de integrarse a la Universidad de California, Riverside, trabajó en la Universidad de California, Santa Bárbara y en Laboratorios Bell.
Contribuyó en la creación del Journal of Robotic Systems del que, entre 1982 y 2005 fue su director ejecutivo. La publicación obtuvo, en 1984, el premio Journal of the Year Award. Desde 1982, Beni es miembro de la American Physical Society y, desde 1999, también integra la AAAS.

## Patentes
Beni ha registrado (solo o junto con otros inventores) varias patentes en la USPTO. Algunas de ellas son Method and apparatus for object positioning (enlace roto disponible en Internet Archive; véase el historial, la primera versión y la última). y, junto a Jin Wang, Object analysis of multi-valued images (enlace roto disponible en Internet Archive; véase el historial, la primera versión y la última). (ambas registradas mientras estuvo en la UCSB).